# Lyman Hine
Lyman Northrop Hine, född 22 juni 1888 i Brooklyn, död 5 mars 1930, var en amerikansk bobåkare.
Hine blev olympisk silvermedaljör i femmansbob vid vinterspelen 1928 i Sankt Moritz.